# Guinevere Kauffmann
Guinevere Alice Mei-Ing Kauffmann (née en 1968 en Californie) est une astrophysicienne et est connue pour ses travaux sur les galaxies, entre autres sujets.

## Carrière académique
Kauffmann a obtenu un Bachelor of Science en mathématiques appliquées à l'université du Cap en 1988 et un Master of Science en astronomie en 1990. Elle a obtenu son doctorat en astronomie à l'université de Cambridge en 1993, en travaillant avec Simon White, qu'elle a ensuite épousé.
Elle a été membre du programme Miller Research Fellows (en) de l'université de Californie à Berkeley, puis a été employée comme postdoctorante à l'Institut Max-Planck de physique extraterrestre et à l'Institut Max-Planck d'astrophysique, tous deux à Garching bei München, en Allemagne. Elle est devenue chef d'une équipe de recherche à l'Institut Max Planck d'astrophysique en 2003. En 2013, elle a été nommée membre scientifique de la Société Max Planck et directrice (actuellement l'une des quatre) de l'Institut Max Planck d'astrophysique.
Ses intérêts de recherche comprennent les modèles de formation des galaxies ; l'analyse des propriétés observées des galaxies, y compris leur gaz atomique et moléculaire ; les noyaux galactiques actifs ; et le Sloan Digital Sky Survey et d'autres grandes études spectroscopiques de galaxies.
De 2004 à 2008, Kauffmann a coordonné Multi-wavelength Analysis of Galaxy Populations (MAGPOP), un réseau de formation à la recherche Marie Curie de l'Union européenne qui a réuni des chercheurs de toute l'Europe pour des projets interdisciplinaires.

## Prix
- En 1997, Guinevere Kauffmann a reçu la médaille Otto Hahn (en)[4].
- En 2002, elle a reçu le prix Heinz-Maier-Leibnitz[4],[5].
- En 2007, elle a reçu le prix Gottfried-Wilhelm-Leibniz de la Fondation allemande pour la recherche[4], qui est la plus haute distinction décernée dans la recherche allemande (en).
- En 2009, elle a été élue à l'Académie américaine des arts et des sciences.
- En avril 2010, elle a été décorée de l'ordre du Mérite de la République fédérale d'Allemagne, avec la Croix du Mérite (sur ruban) et le certificat au nom du président allemand. La cérémonie de remise des prix a été effectuée par le Premier ministre bavarois Horst Seehofer le 21 avril 2010[3].
- En 2010, elle a été élue à l'Académie Léopoldine[6].
- En 2012, elle a été élue à l'Académie nationale des sciences des États-Unis[7],[8].

## Allégations d'intimidation
En février 2018, le magazine d'information allemand Spiegel Online a publié un article sur les abus de pouvoir de scientifiques seniors du MPI for Astrophysics. Plusieurs courriels obtenus par BuzzFeed News Germany ont révélé en juin 2018 que les allégations concernaient la directrice du MPA, Guinevere Kauffmann, accusée d'avoir harcelé et intimidé des étudiants et des scientifiques pendant des années,,. Les courriels divulgués publiés par BuzzFeed News Germany comprennent également ce qui a été décrit comme des déclarations racistes, sexistes et homophobes dirigées contre des employés et des étudiants. Répondant aux questions de la revue Nature, Kauffmann a nié les accusations de racisme, de sexisme et d'homophobie, affirmant qu'elle s'intéressait simplement aux différences culturelles entre les gens et que Buzzfeed avait commis de graves erreurs. Elle a concédé qu'en tant qu'étudiante, elle était soumise à une « supervision à très haute pression », reconnaissant cependant qu'un tel style de mentorat « est désormais devenu inacceptable » et affirmant avoir considérablement changé son comportement après avoir reçu des plaintes. Ce cas et d’autres ont déclenché un débat général sur l’abus de pouvoir dans le domaine scientifique,.
En août 2018, le magazine Science, dans le cadre d'un article plus long sur le harcèlement dans un autre institut Max Planck, a fait état d'allégations de harcèlement et d'intimidation sexuelle au MPI d'astrophysique, soulignant que Kauffmann avait été accusé de harcèlement, bénéficiait d'un encadrement et d'un suivi quotidien et s'était vu confier un groupe considérablement réduit à diriger. Dans une interview accordée au journal allemand Frankfurter Allgemeine Zeitung, le président de la Société Max Planck a admis que ces scandales avaient mis en évidence des lacunes et la nécessité d'améliorer les procédures de la Société pour traiter les plaintes.

## Publications sélectionnées
- (en) G. Kauffmann, S. D. M. White et B. Guiderdoni, « The formation and evolution of galaxies within merging dark matter haloes », Monthly Notices of the Royal Astronomical Society, Oxford University Press, vol. 264, no 1,‎ 1er septembre 1993, p. 201–218 (ISSN 0035-8711, DOI 10.1093/mnras/264.1.201)
- (en) G. Kauffmann, A. Nusser et M. Steinmetz, « Galaxy formation and large-scale bias », Monthly Notices of the Royal Astronomical Society, vol. 286, no 4,‎ 21 avril 1997, p. 795–811 (ISSN 0035-8711, DOI 10.1093/mnras/286.4.795, arXiv astro-ph/9512009)
- (en) Guinevere Kauffmann et Stéphane Charlot, « Chemical enrichment and the origin of the colour—magnitude relation of elliptical galaxies in a hierarchical merger model », Monthly Notices of the Royal Astronomical Society, vol. 294, no 4,‎ 1998, p. 705–717 (ISSN 0035-8711, DOI 10.1111/j.1365-8711.1998.01322.x, arXiv astro-ph/9704148, S2CID 227170653)
- (en) G. Kauffmann et M. Haehnelt, « A unified model for the evolution of galaxies and quasars », Monthly Notices of the Royal Astronomical Society, vol. 311, no 3,‎ 21 janvier 2000, p. 576–588 (ISSN 0035-8711, DOI 10.1046/j.1365-8711.2000.03077.x, Bibcode 2000MNRAS.311..576K, arXiv astro-ph/9906493, S2CID 17081879)
- (en) Guinevere Kauffmann, Timothy M. Heckman, Christy Tremonti, Jarle Brinchmann, Stéphane Charlot, Simon D. M. White, Susan E. Ridgway, Jon Brinkmann, Masataka Fukugita, Patrick B. Hall, Željko Ivezić, Gordon T. Richards et Donald P. Schneider, « The host galaxies of active galactic nuclei », Monthly Notices of the Royal Astronomical Society, vol. 346, no 4,‎ 2003, p. 1055–1077 (ISSN 0035-8711, DOI 10.1111/j.1365-2966.2003.07154.x, Bibcode 2003MNRAS.346.1055K, arXiv astro-ph/0304239, S2CID 122818863)
- (en) Guinevere Kauffmann et Timothy M. Heckman, « Feast and Famine: regulation of black hole growth in low-redshift galaxies », Monthly Notices of the Royal Astronomical Society, Oxford University Press, vol. 397, no 1,‎ 21 juillet 2009, p. 135–147 (ISSN 0035-8711, DOI 10.1111/j.1365-2966.2009.14960.x, Bibcode 2009MNRAS.397..135K, arXiv 0812.1224, S2CID 13499035)
- (en) Guinevere Kauffmann, Cheng Li, Jian Fu, Amélie Saintonge, Barbara Catinella, Linda J. Tacconi, Carsten Kramer, Reinhard Genzel, Sean Moran et David Schiminovich, « COLD GASS, an IRAM legacy survey of molecular gas in massive galaxies - III. Comparison with semi-analytic models of galaxy formation », Monthly Notices of the Royal Astronomical Society, Oxford University Press, vol. 422, no 2,‎ 9 mars 2012, p. 997–1006 (ISSN 0035-8711, DOI 10.1111/j.1365-2966.2012.20672.x, Bibcode 2012MNRAS.422..997K, arXiv 1202.2972, S2CID 119214313)
- (en) G. Kauffmann, « Quantitative constraints on starburst cycles in galaxies with stellar masses in the range 108-1010 M », Monthly Notices of the Royal Astronomical Society, Oxford University Press, vol. 441, no 3,‎ 26 mai 2014, p. 2717–2724 (ISSN 0035-8711, DOI 10.1093/mnras/stu752, arXiv 1401.8091)
- (en) Guinevere Kauffmann, « Physical origin of the large-scale conformity in the specific star formation rates of galaxies », Monthly Notices of the Royal Astronomical Society, Oxford University Press, vol. 454, no 2,‎ 8 octobre 2015, p. 1840–1847 (ISSN 0035-8711, DOI 10.1093/mnras/stv2113, arXiv 1508.02400)
- (en) Guinevere Kauffmann, « Properties of AGNs selected by their mid-IR colours: evidence for a physically distinct mode of black hole growth », Monthly Notices of the Royal Astronomical Society, Oxford University Press, vol. 480, no 3,‎ 30 juillet 2018, p. 3201–3214 (ISSN 0035-8711, DOI 10.1093/mnras/sty2029, arXiv 1808.03145)